# 創氏改名
創氏改名，在今日大韓民國亦稱日本式姓名強要（일본식 성명 강요），是朝鮮半島日佔時期朝鮮總督府於昭和十四年（1939年）頒佈的一項將朝鮮式名字改為日式名字的法令，屬皇民化運動的一環。原先朝鮮人名中使用的是朝鮮姓氏而不是日本的氏，根據昭和十四年制令十九號的規定，日本統治之下的朝鮮人有創造自己的氏（即創氏）的義務；而根據昭和十四年制令二十號的規定，當地人可以任意改為日本式名字，並可以獲得一定的報酬。該法令的頒佈推翻了之前朝鮮總督府頒佈的禁止朝鮮人使用日本名字的法令，但其頒佈的真正動機，目前說法不一。

## 禁止使用日本名字的規定
1909年，大韓帝國在大日本帝國的支配下起草民籍法，開始確立朝鮮半島上的現代戶籍制度。根據該法令，女性父親的姓氏、年齡等相關資料都要被官方記載存檔，避免與朝鮮傳統的習慣產生衝突。這項法令的起草直到1910年4月日韓併合後尚未完成。而此時，一部分朝鮮人將自己的名字改為日本式名字，從而引發了混亂。因此朝鮮總督府於1911年11月1日頒佈了總督府令第124號「朝鮮人姓名改稱相關文件」（総督府令第124号「朝鮮人ノ姓名改称ニ関スル件」）。禁止當地人使用「會與內地人產生混淆的姓名」，嚴格限制朝鮮半島上的新生兒使用日本式姓名進行登記。此外，已登記使用日本式姓名的朝鮮族被責令改回朝鮮式姓名。

## 創氏改名法令的頒佈

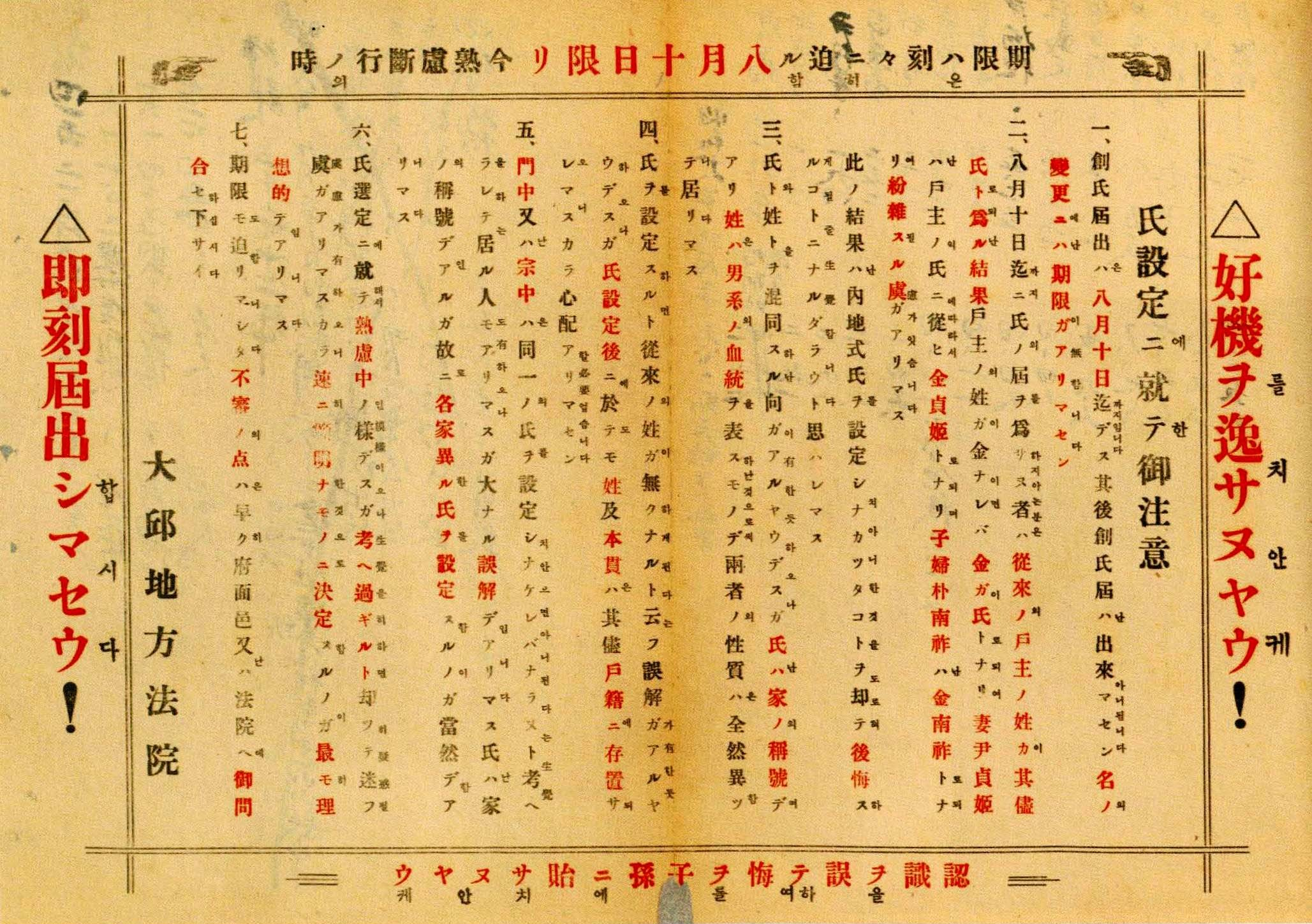
日治時期大邱地方法院公布的創氏改名公告，其公告內容由假名、諺文和日本漢字混合使用。

1939年和1940年之際，隨著昭和十四年制令第十九號和第二十號的頒佈，朝鮮總督府對朝鮮人姓名的政策也有所改變。同日本在臺灣所施行的改名政策一樣，改名政策的最初目的僅僅是允許更改姓和名。然而由於朝鮮族的姓較少（只有約250個姓），長期實行本貫制度和同姓同宗不婚的制度，為了延續當地的這種傳統制度，朝鮮總督府創立了一種新的方法：朝鮮人必須為自己的名字創立氏，並在官方登記。
根據朝鮮總督府的法律規定，創氏包括「設定創氏」（個人選擇性創造氏）和「法定創氏」兩種。在1940年2月11日至8月10日間的半年裡，由朝鮮人本人自己創造氏並登記（前者）；超過這段時間的，由官方強制改為其家族族長的氏（後者）。創氏之後，朝鮮人的姓名就同日本人一樣，同時擁有了姓、氏和名，原先的本貫制度則予以廢除。而且，一個家庭的所有成員必須使用同一個氏：妻子嫁給丈夫之後，其氏由父親的氏改為丈夫的氏，而其姓則保持不變（詳見下表）。 此外，朝鮮人使用日本式發音讀自己氏名也是合法的；他們也可以將自己的名字改為日本式名字，並可以獲得一定報酬。同時，收女婿為自己養子（婿養子）這項原先在朝鮮王朝時期禁止的制度從日本傳入，並經朝鮮總督府定為合法。
自行選擇氏和更改朝鮮式名字的法令（1940年2月）最初是以自願為原則施行的。然而，在4月舉行的道知事會議上，由於各地接到了「必須採取特殊手段，在7月20日之前完成使用氏家庭戶數的任務」的訓示，便開始強制執行這項政策。從當年4月起，使用氏登記的家庭戶數急劇上升。在當年4月，僅僅3.9%的當地人使用氏；但是到了8月10日，朝鮮使用氏的百分比卻已經高達80.3%。同時，根據《內部安全法》，反對創氏改名的朝鮮人都受到了警察的調查。
對於此數字的急劇增長，學界有不同的觀點：許多學者認為朝鮮總督府強迫朝鮮族改為日本式的氏，是一種使用強權進行的擾民行為；另一種觀點認為當地人創氏改名是一種自願性行為，其目的是為了避免受到日本人的歧視。
事實上，雖然日本對朝鮮族改為日本名的行為進行獎勵，但在日治朝鮮生活的朝鮮人，更改自己的名為日本式名字的僅僅只有9.5%；而在在日朝鮮族中，創造自己氏的人僅占總人數的14.2%。

## 朝鮮姓名復舊令
1945年日本投降以後，駐紮朝鮮半島南半部的美軍政廳（United States Army Military Government in Korea）頒佈《朝鮮姓名復舊令》，同意朝鮮人根據自己的意願改回原名。然而，並不是所有朝鮮族都改回原來的姓名。不少曾經創造自己氏的在日朝鮮族沒有改名，以爭取日本人對他們的認同感。庫頁島的高麗人，在樺太廳被蘇聯佔領之後，依舊使用日本式姓名直到現在。

## 創氏改名時期的著名人物

### 改用和式名字的人
- 金錫源，日本名字金山錫源，日本陸軍大佐。[5]
- 朴正熙，日本名字高木正雄，满洲国陆军中尉，後為韓國總統。[6]
- 金泳三，日本名字金村康右，前韓國總統。
- 金大中，日本名字豐田大中，前韓國總統。
- 李明博，日本名字月山明博，前韓國總統。[7]

### 繼續使用朝鮮式名字的人
- 洪思翊，日本陸軍中將。[8]
- 朴春琴，日本眾議院議員。
- 韓相龍，日本貴族院議員。
- 李埼鎔，日本貴族院議員。

## 創氏改名經過表
| 年份                                                                      | 身份     | 本貫及姓 | 氏       | 名       | 全名                    |
| ------------------------------------------------------------------------- | -------- | -------- | -------- | -------- | ----------------------- |
| 1909年以前：族譜記錄 （族譜由本家族的長老管理，然而當時大部分國民沒有姓） | 夫       | 金海金   | 無       | 武鉉     | 金武鉉                  |
| 1909年以前：族譜記錄 （族譜由本家族的長老管理，然而當時大部分國民沒有姓） | 妻       | 慶州李   | 無       | 無       | 無記錄 （族譜不記女名） |
| 1910年至1940年：民籍法制定 （部分沒有姓的國民在這段時期擁有了日本式名字） | 夫       | 金海金   | 無       | 武鉉     | 姓名：金武鉉            |
| 1910年至1940年：民籍法制定 （部分沒有姓的國民在這段時期擁有了日本式名字） | 妻       | 慶州李   | 無       | 撫兒     | 姓名：李撫兒            |
| 1940年至1946年：創氏改名 （姓名 → 氏名）                                  | 法定創氏 | 法定創氏 | 法定創氏 | 法定創氏 | 法定創氏                |
| 1940年至1946年：創氏改名 （姓名 → 氏名）                                  | 夫       | 金海金   | 金       | 武鉉     | 氏名：金武鉉            |
| 1940年至1946年：創氏改名 （姓名 → 氏名）                                  | 妻       | 慶州李   | 金       | 撫兒     | 氏名：金撫兒            |
| 1940年至1946年：創氏改名 （姓名 → 氏名）                                  | 設定創氏 |          |          |          |                         |
| 1940年至1946年：創氏改名 （姓名 → 氏名）                                  | 夫       | 金海金   | 大和     | 武鉉     | 氏名：大和武鉉          |
| 1940年至1946年：創氏改名 （姓名 → 氏名）                                  | 妻       | 慶州李   | 大和     | 撫子     | 氏名：大和撫子          |
| 1946年以後：朝鮮姓名復舊令                                                | 夫       | 金海金   | 無       | 武鉉     | 姓名：金武鉉            |
| 1946年以後：朝鮮姓名復舊令                                                | 妻       | 慶州李   | 無       | 撫兒     | 姓名：李撫兒            |

- 創氏的申請期限為6個月，改名沒有期限的限制。
- 子女繼承其父親的本貫和姓。
- 未婚女子的子女繼承母親的本貫和姓。
- 結婚後，雙方的本貫和姓不變。
- 根據朝鮮習俗禁止同姓同本貫、8親和6親等以內的血族通婚。

## 腳註
1. ↑  水野直樹.  (PDF). .   [2006-11-26]. （原始内容 (PDF)存档于2003-11-27）.
2. ↑  趙義成. . .   [2006-11-26]. （原始内容存档于2020-11-01）.
3. ↑  Fukuoka, Yasunori. . Saitama University. 1996  [2006-11-27]. （原始内容存档于2006-11-23）.
4. ↑  Baek, Il-hyun. . Joongang Daily. 2005-09-14  [2006-11-27]. （原始内容存档于2005-11-27）.
5. ↑  . Korea Web Weekly. 2002  [2006-11-26]. （原始内容存档于2007-06-08）.
6. ↑    - （日語） Nagasawa, Masaharu. . Saga Women's Junior College. 2001-11-23  [2006-11-25]. （原始内容存档于2007-02-10）.
7. ↑  （朝鮮語）『李明博先親の姓は「ツキヤマ（月山）」だった （页面存档备份，存于）』、韓国日報、2007年1月9日。
8. ↑  Chun, Young-gi. . Joongang Daily. 2004-03-05  [2006-11-24]. （原始内容存档于2006-03-24）.